# Heinrich Fetkötter
Heinrich Wilhelm Fetkötter (* 23. November 1902 in Nordhausen; † vermutlich nach 1974) war ein deutscher Hauptschriftleiter und Reichskultursenator.

## Leben und Wirken
Er wurde in der preußischen Provinz Sachsen geboren. Zum 15. Dezember 1925 trat er in die NSDAP ein (Mitgliedsnummer 25.509) und wurde Mitgründer der ersten NSDAP-Ortsgruppe am linken Niederrhein. Später wurde er für seine Partei Düsseldorfer Stadtverordneter und Hauptschriftleiter der Rheinischen Landeszeitung, der Braunen Post und Völkischen Frauenzeitung.
Am 15. November 1935 wurde er von Joseph Goebbels zum Mitglied des Reichskultursenats ernannt.

## Trivia
Die Karteikarte über seine Internierung befindet sich im Landesarchiv Baden-Württemberg, Abt. Staatsarchiv Ludwigsburg, unter der Signatur EL 904/2 Nr. 15198.